# Robert Finley (pasteur)
Pour les articles homonymes, voir Finley et Robert Finley.
Robert Finley (1772-1817) est un pasteur et éducateur presbytérien américain connu comme l’un des fondateurs de l'American Colonization Society, qui a fondé la colonie du Libéria en Afrique de l’Ouest comme lieu de repli pour les Afro-Américains libres.
Il a été pasteur pendant 20 ans dans une église presbytérienne à Basking Ridge, dans le New Jersey, et a également enseigné à l’école primaire et dans une académie pour garçons. Il fut brièvement président de l’université de Géorgie en 1817 avant de mourir.

## Biographie

### Jeunesse
Robert Finley est né à Princeton, dans le New Jersey, en 1772. Son père, originaire de Paisley en Écosse a émigré, au New Jersey en 1769. Il entre au College du New Jersey (plus tard développé et rebaptisé Princeton University) à l’âge de 11 ans et obtint son diplôme en 1787 à l’âge de 15 ans.

### Carrière
Il enseigne dans plusieurs établissements, dont à Charleston, en Caroline du Sud, où de nombreuses familles détenaient des esclaves afro-américains. Des milliers d’autres travaillaient dans des plantations à l’extérieur de la ville.
Le consistoire de New Brunswick, dans le New Jersey, lui accorde une licence de ministre en 1794. Il retourne à Princeton en 1793 pour y étudier la théologie.
En 1795, Finley a été ordonné pasteur de l’église presbytérienne de Basking Ridge, où il a servi pendant 19 ans. Il était un prédicateur populaire et un éducateur réputé, développant le concept du programme moderne de l’école du dimanche.
Finley enseigne à la Grammar School de l’université de Princeton et à la New Jersey Classical School (Brick Academy) de Basking Ridge, un séminaire pour garçons. Il est nommé administrateur de l’université en 1806 et y siège jusqu’à sa démission en juillet 1817, date à laquelle il partit pour accepter la présidence de l’université de Géorgie (UGA)

## Société de colonisation américaine
Robert Finley et Samuel John Mills ont aidé à organiser l'American Colonization Society en 1816-1817. Ils ont sollicité des contributions de nombreux contemporains, y compris auprès d’anciens étudiants.
L’American Colonization Society (ACS) proposa de réinstaller les Noirs américains libres dans une colonie en Afrique de l’Ouest. La Société a obtenu le soutien de certains abolitionnistes et de propriétaires d’esclaves, pour des motivations diverses. Les Noirs libres étaient confrontés à la discrimination à la fois dans les États libres du Nord, où l’esclavage a été aboli progressivement après l'Indépendance, et dans les sociétés esclavagistes du Sud. Dans ces dernières régions, on craignait que les Noirs libres n’aient une influence sur le comportement des esclaves et ne conduisent à des troubles voire à des rébellions.
Certains abolitionnistes pensaient que les Noirs auraient de meilleures chances de liberté et de prospérité en Afrique qu’aux États-Unis. De plus, s’il y avait une colonie à leur disposition où ils pourraient être réinstallés, les abolitionnistes espéraient obtenir plus d’affranchissements d’esclaves et éventuellement mettre fin à l’institution. Entre le 7 janvier 1822 et la guerre de Sécession, plus de 15 000 Noirs américains affranchis ou nés libres, et 3 198 Afro-Caribéens, ont emménagé dans la colonie. Les pionniers ont souffert de taux de mortalité extrêmement élevés dans les premières années à cause des maladies tropicales et du manque d’assainissement et d’infrastructures. Le frère de Finley, Josiah Finley, est gouverneur du Mississippi-in-Africa (une colonie de l’ACS sur la Pepper Coast) de juin 1837 au 10 septembre 1838, date à laquelle il est assassiné par des pêcheurs locaux.
Les Afro-Américains ont progressivement occupé des postes dans le gouvernement de la colonie. La République du Liberia a déclaré son indépendance le 26 juillet 1847. Les États-Unis n’ont reconnu l’indépendance du Liberia que le 5 février 1862 pendant la guerre de Sécession.
Finley n’a pas vécu assez longtemps pour voir ces développements. Peu de temps après la fondation de l’ACS, il tombe malade pendant le voyage vers le sud jusqu’à Athens, en Géorgie. Il meurt le 3 novembre 1817, trois mois après son arrivée. Finley est enterré au cimetière de Jackson Street sur le campus nord de l’université.